# Czeski piłkarz

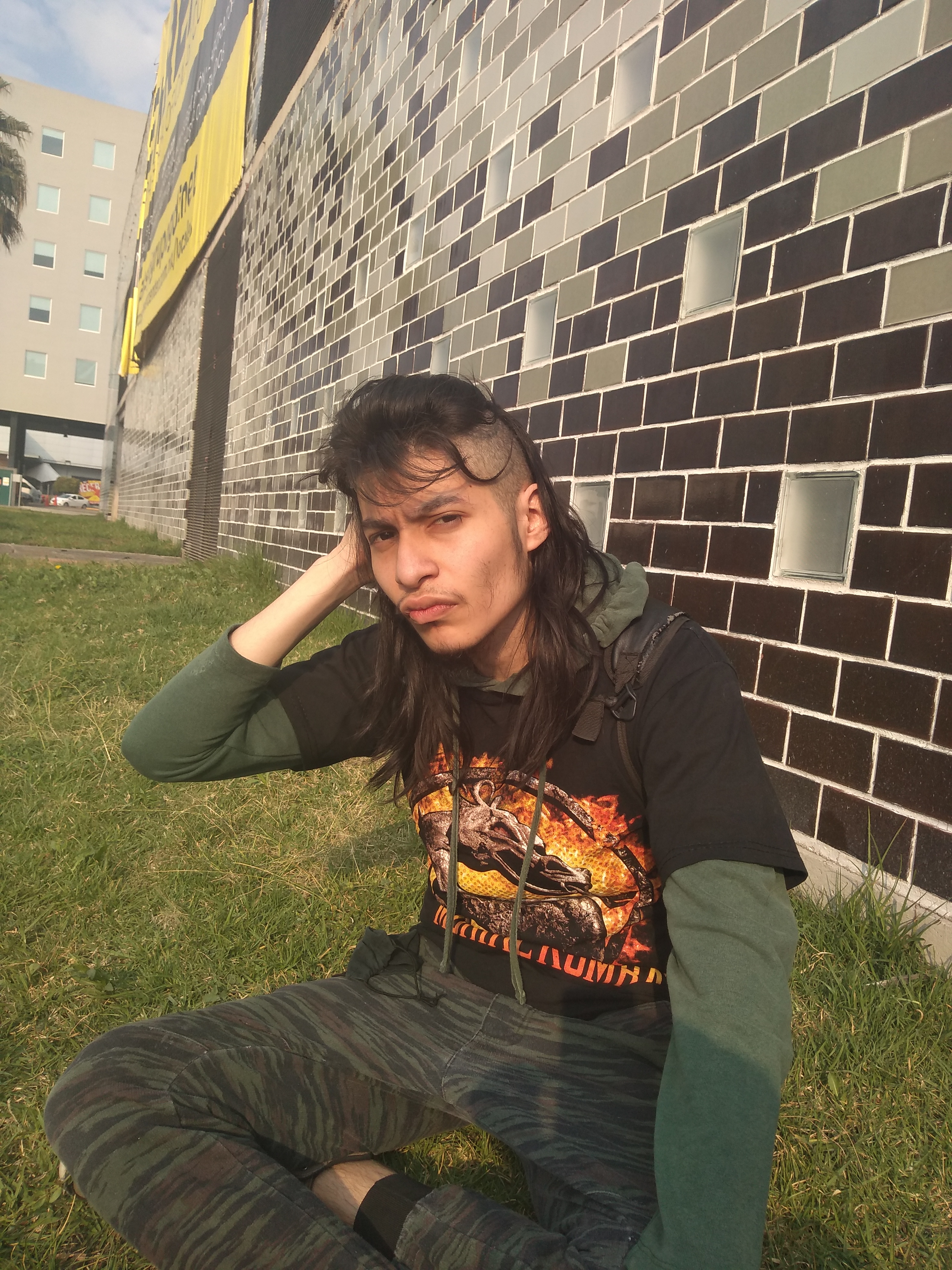
Fryzura jest zwykle wykonywana poprzez golenie boków głowy, ale pozostawianie włosów długich z przodu i z tyłu

Czeski piłkarz (zwana także czeski hokeista, płetwa, firana, dywan, plereza, czeski metal lub na enerdowca, Czecha) – określenie używane w Polsce dla określenia popularnej w latach osiemdziesiątych fryzury noszonej głównie przez mężczyzn i chłopców.
Charakteryzuje się ona długimi włosami z tyłu głowy i krótkimi z przodu i po bokach głowy. Fryzura ta została spopularyzowana przez znane postaci ze świata kultury masowej, m.in. muzyki pop i sportu (zwłaszcza piłki nożnej i hokeja na lodzie).
Nazwa czeski piłkarz pojawiła się za sprawą niektórych zawodników czechosłowackich noszących taką fryzurę. Nosił ją także czeski hokeista Jaromír Jágr, zaś w samych Czechach właśnie dzięki niemu fryzura ta nosi nazwę Jágr. W Polsce przez wiele lat fryzurę tę nosił piłkarz Jacek Ziober, w związku z czym uczesanie nazywano również na Ziobera. Fryzura ta była popularna nie tylko w Europie Wschodniej, ale również na Zachodzie. Nosili ją m.in. piłkarz reprezentacji Anglii Chris Waddle, zawodnik drużyny Niemiec Rudi Völler czy aktor Richard Dean Anderson, odtwórca tytułowej roli w serialu MacGyver. Taka fryzura była też noszona przez niektórych muzyków heavymetalowych i niektórych fanów tego typu muzyki, zwłaszcza w przypadku tradycyjnego heavy metalu i thrash metalu. W języku angielskim najczęściej nazywa się ją mullet.

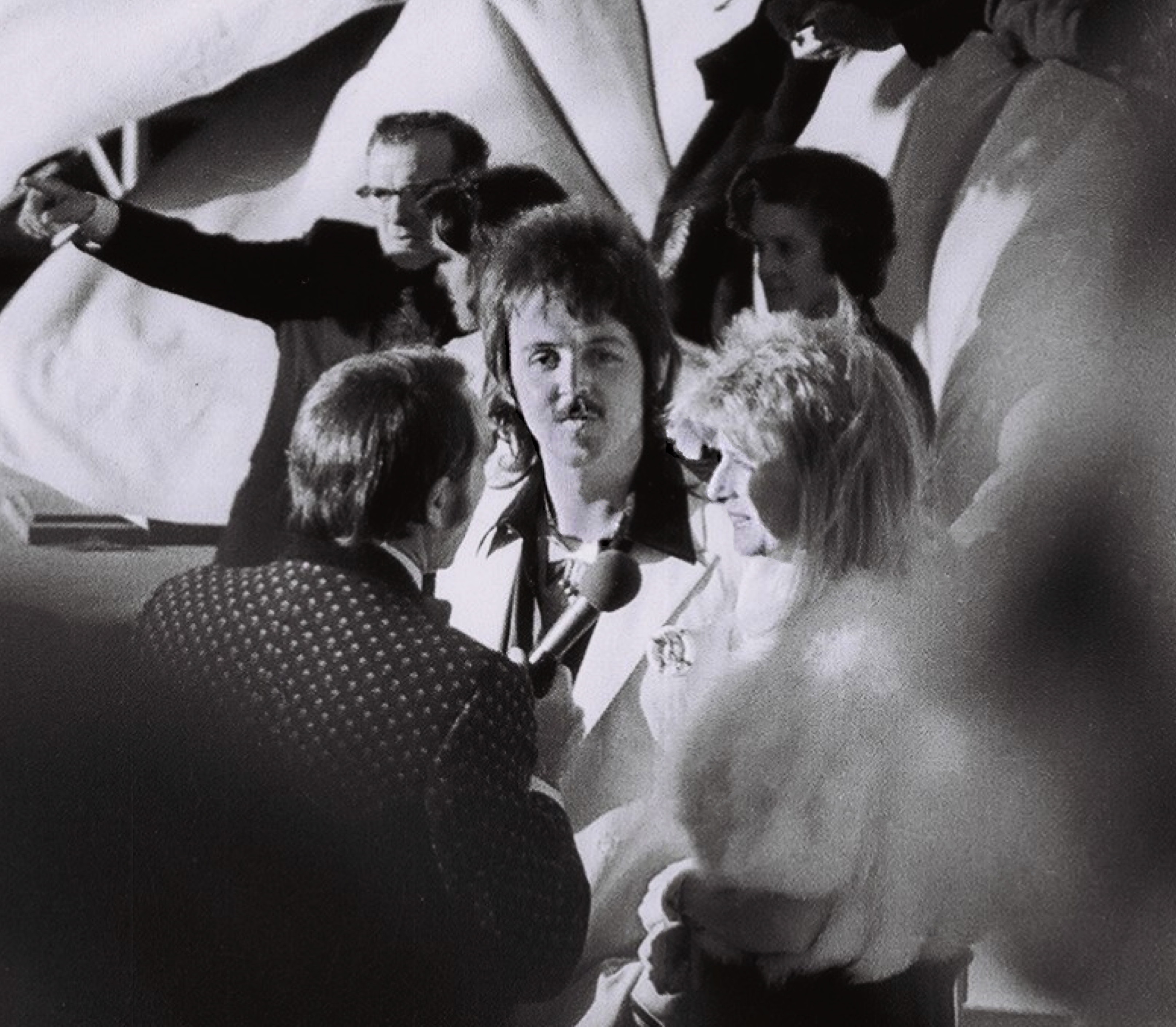
Paul McCartney w uczesaniu czeski piłkarz, w 1974

O fryzurze śpiewał też w swojej piosence „12 groszy” Kazik Staszewski:
A najlepsza fryzura, jeśli jeszcze nie wiecie
krótko z przodu, długo z tyłu i wąsy na przedzie
oraz zespół Blenders w piosence „Włos to włos”
Włos to włos na szyi lubię go (...)
Pani tu podetnie, a tam zostawi tak
Z tyłu ma być dywan, a z przodu grzywki brak